# 225. Infanterie-Division (Deutsches Kaiserreich)
Die 225. Infanterie-Division war ein Großverband der Preußischen Armee innerhalb des Deutschen Heeres im Ersten Weltkrieg.

## Geschichte
Die Division wurde im September 1916 durch Zusammenstellung der Reserve-Infanterie-Regiment Nr. 18 (1. Reserve-Division), Reserve-Infanterie-Regiment Nr. 217, (47. Reserve-Division) und den neuen Infanterie-Regiment Nr. 373 (10. Landwehr-Division) in der Nähe von Wolodymyr-Wolynskyj für den erwarteten Einsatz in Rumänien  gebildet worden. Am 25. November 1916 wurde das Detachment Melior hinzugefügt und der 1. k.u.k.-Armee unterstellt.  Dort war es vor allem in der Bukowina und den siebenbürgischen Grenzkarpaten bis Mitte November 1917 im Einsatz. Dann erfolgte die Verlegung an die Westfront, wo sie schließlich nach schweren Verlusten am 1. September 1918 aufgelöst wurde. Restliches Personal, Waffen und Gerät wurde auf andere Divisionen verteilt.

### Gefechtskalender

#### 1916
- 28. Juli bis 20. November – Stellungskrieg südlich Brody
  - 05. bis 13. August – Gefechte am oberen Sereth
  - 14. August bis 5. Oktober – Kämpfe nördlich Zborow
  - 06. Oktober bis 22. November – Stellungskämpfe bei k.u.k. 2. Armee
- 22. November bis 7. Dezember – Stellungskrieg westlich Brody

„Am 2. Dezember 16 begann der Abtransport von Chorostow. Die Fahrt ging über Wladimir Wolynsk bis Lemberg. Als hier am 3. Dezember die Transportzüge entladen wurden, wollte es so mancher gar nicht glauben, daß Ruhequartiere bezogen werden sollten. Zu groß war der Gegensatz mit der zurückliegenden Zeit! Mit klingenden Spiel ging es durch die Straßen der Hauptstadt Ostgalieziens. Das I.B. Und die 3 M.G.Komp. Bezogen D.ll. In Zbosika, II.B. In Holosko, III.B. In Zamarstynow, Regts-Stab in Lemberg. Es gab natürlich Stadturlaub. Rasch waren die zarte Bande mit denen reizenden Lembergerinnen angeknüpft. Wer noch Kronen in der Tasche hatte, besuchte eins der schönen Restaurants, einen Kintop und dergl. Aber diese Tage der Rosen gingen schnell zu Ende. Am 7. u. 8. Dez. erfolgte der Abtransport des Regts. Nach Süden. Über Sambor ging die Fahrt in die Waldkarpathen. Nach Passieren des Uzoker Passes rollten die Züge in die ungarische Tiefebene hinab. Debreczen und Großwardein wurden berührt. Das schöne Siebenbürgen tauchte auf. Unvergesslich die Fahrt durch dieses herrliche Gebirgsland. Die Tunnels wollten kein Ende nehmen. Über Klausenburg, Schäßburg, Kronstadt und Sepfi-Gzt-György keuchten die Lokomotiven in immer höher gelegenes Gebirgsland. Bis endlich nach fünftägiger Fahrt [ca. 1000 km, Anm. d. Verf.] die Zielstation Esik-Gzt.-Simon (ca. 80 km nördl. Kronstadt) erreicht war. Man befand sich dicht vor dem Kamm der Ost-Karpathen, auf dem die Grenze gegen die rumänische Moldau verlief. Es bezogen D.ll. Regts-Stab und II.B. In Tusnad, I. u. III. B. In Lazarsalva. Nach Rumänien hinein, hieß also die Parole!“

- 07. bis 26. Dezember – Verteidigungsschlacht im Gyimes und im Uz-Gebiet um den Uz-Pass
- ab 23. Dezember – Offensive im Bereczker-Gebirge und am Ojtozpass (Teile der Division)
  - ab 26. Dezember – Neujahrsoffensive im Trotus-Gebiet

#### 1917
- bis 7. Januar – Offensive im Bereczker-Gebirge und am Oituz-Pass (Teile der Division)
  - bis 7. Januar – Neujahrsoffensive im Trotus-Gebiet
- 08. Januar bis 7. August – Stellungskämpfe in den siebenbürgischen Grenzkarpathen
- Im Juli 1917 wird das Infanterie-Regiment Nr. 373 in das Putnatal geschickt um eine rumänisch-russische Offensive abzuwehren.
- 08. bis 26. August – Kämpfe um die Gebirgsausgänge in die westliche Moldau
- 27. August bis 15. November – Stellungskämpfe in den siebenbürgisch-rumänischen Grenzkarpathen bei Ocna Sibiului
- 11. bis 21. November – Transport nach dem Westen

„Über Kronstadt, Schäßburg und dann das Maros-Tal hinunter strebten die Transportzüge gen Westen. Bald lag das reizvolle Siebenbürgen im Rücken und id ungarische Ebene tat sich auf. Von Arad ging es über Szolonk nach dem Donautal hinüber und diese aufwärts nach Deutsch-Oesterreich hinein. Wien, Linz und Wels winkten die Abschiedsgrüsse der Stammesbrüder. Bei Passau erreichte die Züge die deutsche Grenze, empfing das Vaterland seine Söhne. In Plattling fand die Sanierung, sprich Entlausung der Truppe statt. Dann ging es weiter über Regensburg, Nürnberg und Karlsruhe. Hinter Rastatt führten die Transportzüge das Regt. Zum zweiten Mal  in diesem Kriege über den Rhein an die Westfront, um über Hagenau der großen Festung Metz entgegenzurollen.“

- ab 21. November – Stellungskämpfe im Abschnitt Loclont-Seuzey, Stellungskämpfe auf den Maashöhen
- 1. Dezember – Ablösung der 45. Reserve-Division bei Conflans

#### 1918
- bis 14. Mai – Stellungskämpfe im Abschnitt des Waldes von Loclont-Seuzey und Dompierre-aux-Bois, Stellungskämpfe auf den Maashöhen, ca. 25 km südöstlich vor Verdun in einer ruhigen Stellung, unweit des Tranchée de Calonne
- 15. Mai bis 7. August – Kämpfe an der Ancre, Somme und Avre
- 08. bis 20. August – Abwehrschlacht zwischen Somme und Avre, Schlacht bei Amiens (1918)
- 22. bis 30. August – Schlacht Albert-Péronne
- 01. September – Auflösung der Division

Das Reserve-Infanterie-Regiment Nr. 217 wurde zur Auffüllung auf die IR der 13. Division: 13, 15, 55 aufgeteilt.

## Gliederung

### Kriegsgliederung vom 24. März 1918
- 173. Infanterie-Brigade
  - Reserve-Infanterie-Regiment Nr. 18
  - Reserve-Infanterie-Regiment Nr. 217
  - Infanterie-Regiment Nr. 373
  - 3. Eskadron/1. Hannoversches Ulanenregiment Nr. 13
- Artillerie-Kommandeur Nr. 225
  - 2. Kurhessisches Feldartillerie-Regiment Nr. 47
- Pionier-Bataillon Nr. 225
- Divisions-Nachrichten-Kommandeur Nr. 225
- Minenwerfer-Kompanie Nr. 413, Sept. 1916 aufgestellt[5]
  - Schwerer MW-Zug 702,
  - Mittlerer MW-Zug 816
  - Leichter MW-Zug 951

## Unterstellungen
- 1. Armee (Österreich-Ungarn)

## Kommandeure
| Dienstgrad      | Name              | Datum                                      |
| --------------- | ----------------- | ------------------------------------------ |
| Generalleutnant | Theodor Melior    | 29. Juni bis 27. Dezember 1916             |
| Generalmajor    | Wilhelm von Woyna | 28. Dezember 1916 bis 11. April 1917       |
| Generalmajor    | Paul Weinschenck  | 12. April bis 20. Mai 1917 (in Vertretung) |
| Generalleutnant | Wilhelm von Woyna | 21. Mai 1917 bis 5. Juli 1918              |
| Generalmajor    | Georg von Wodtke  | 06. Juli bis 1. September 1918             |